# Della Volpe (famiglia)
I della Volpe sono un'antica famiglia romagnola di origine germanica che ha avuto un importante ruolo nella storia di Imola e della Romagna.

## Storia
Famiglia imolese, che deriva dalla famiglia tedesca dei Fuchs, conti von Bimbach, esistente già nel X secolo. Trasferitisi i Fuchs a Vicenza, evidentemente a seguito di vicende politiche, intorno al 1000, cambiarono il cognome italianizzandolo in quello di della Volpe. Successivamente alcuni della Volpe si trasferirono da Vicenza a Imola nel secolo XII. I primi che incontriamo sono notai, rettori di chiese, militi e dipendenti del comune. 
Nel XVI secolo con i fratelli Taddeo IV (1474-1534), Tommaso III (+1539), Marc’Antonio I (+1537) e Giovanni Battista III (+1549), figli di Nicolò III della Volpe, i della Volpe crebbero di ricchezza e di potenza: nel 1504 entrarono nel neoistituito "consiglio dei 60" (l’assemblea di 60 nobili cittadini imolesi tra i quali si eleggevano i componenti del magistrato, il massimo organo amministrativo della città, composto dai conservatori e da un gonfaloniere che restavano in carica bimestralmente); nel 1510 ottennero da Giulio II il giuspatronato della prepositura della Cattedrale di San Cassiano, che detennero fino al 1916, anno della morte del cardinale Francesco Salesio Della Volpe, ultimo preposto della Cattedrale; nel 1518 acquistarono dai Riario Sforza il grande palazzo El Cappello, chiamato quindi della Volpe, che appartenne alla famiglia fino al 1904. 
Nelle lotte cittadine tra la fazione dei conti Sassatelli e la fazione di Vaini che colpirono Imola nei secoli XV e XVI i della Volpe, pur essendo imparentati direttamente sia con i Sassatelli sia con i Vaini, mantennero sempre una posizione neutrale. Nel 1685 Taddeo VI (1624-1693) fu ascritto con tutta la discendenza al patriziato di Ferrara. Nel 1726 i della Volpe vennero definitivamente consacrati come rappresentanti della  grande aristocrazia europea, infatti Anna Maria Ettorri, moglie del conte Giovanni Francesco II della Volpe (1686-1749) poeta dell’Accademia dell'Arcadia, venne accolta dall’imperatrice Amalia Gugliemina nell’Ordine della Croce Stellata, il più illustre ed esclusivo ordine cavalleresco femminile d’allora e d’oggi, del quale fanno parte solo le dame della migliore aristocrazia europea . 
Alla fine del XVIII la famiglia si divise in due rami ancora oggi esistenti: al primo ramo appartiene il conte Prospero (1805-1864), ultimo gonfaloniere di Imola fino all’annessione della città al Regno d’Italia nel 1859 e il filosofo conte Galvano (1895-1968); mentre al secondo ramo appartenne il cardinale Francesco Salesio (1844-1916) e il pittore Tommaso (1883-1967).

## Esponenti illustri
- Taddeo Della Volpe (1474-1534), condottiero.
- Cesare della Volpe (+1562), condottiero.
- Francesco Maria della Volpe (1666-1732), ecclesiastico e poeta dell'Accademia dell'Arcadia con il nome di Cleogene Nassio.
- Giovanni Francesco II della Volpe (1686-1749), poeta dell'Accademia dell'Arcadia con il nome di Flamisto Termeo.
- Anna Maria Ettorri della Volpe (1697-1779), moglie di Giovanni Francesco II della Volpe, dama dell'Ordine della Croce Stellata.
- Taddeo della Volpe (1725-1807), protonotario apostolico e vicario apostolico di Pio VII nella Diocesi di Imola dal 1800 alla morte.
- Francesco Salesio Della Volpe (1844-1916), cardinale.
- Galvano della Volpe (1895-1968), filosofo.
- Tommaso della Volpe (1883-1967), pittore.